# Mistrzostwa Europy w Zapasach 1907
Mistrzostwa Europy w zapasach 1907 – 7. edycja nieoficjalnych Mistrzostw Europy w zapasach (w stylu klasycznym), które odbyły się w dwóch miastach Europy: Kopenhadze (klasy wagowe − do 75 kg, do 85 kg oraz powyżej 85 kg) a także w Wiedniu (w kategorii otwartej – open). Zawody w Kopenhadze odbyły się w kwietniu, a zawody w Wiedniu zostały rozegrane we wrześniu.

## Zawody w Kopenhadze

### Medaliści
| Kat. wagowa | Złoto            | Srebro                  | Brąz            |
| ----------- | ---------------- | ----------------------- | --------------- |
| -75 kg ?    | Carl Jensen      | Søren Jensen            | Helgo Nahmensen |
| -85 kg      | Gustaf Malmström | Arthur Petersen-Clayton | Axel Hansen     |
| +85 kg      | Edvard Sörensen  | Harald Christensen      | Robert Behrens  |

### Tabela medalowa
| Poz. | Państwo |   |   |   | Łącznie |
| ---- | ------- | - | - | - | ------- |
| 1    | Dania   | 2 | 3 | 3 | 8       |
| 2    | Szwecja | 1 | 0 | 0 | 1       |

## Zawody w Wiedniu

### Medaliści
| Kat. wagowa | Złoto         | Srebro      | Brąz          |
| ----------- | ------------- | ----------- | ------------- |
| Open        | Anton Schmitz | Franz Solar | Ulrich Gemmel |

### Tabela medalowa
| Poz. | Państwo              |   |   |   | Łącznie |
| ---- | -------------------- | - | - | - | ------- |
| 1    | Cesarstwo Austrii    | 1 | 1 | 0 | 2       |
| 2    | Cesarstwo Niemieckie | 0 | 0 | 1 | 1       |